# 周家站
周家站，位于黑龙江省哈尔滨市双城市周家镇，建于1934年，现隶属哈尔滨铁路局，为四等站。拉滨铁路经过此站。

## 车站周边
- 周家卫生院
- 周家高级中学

## 邻近车站
牛家站 - 周家站 - 平房站

## 业务办理
客运办理旅客乘降，行李，包裹托运业务。货运办理整车货物到发，危险货运办理农药，化肥到发。